# Belvosia ansata
Belvosia ansata là một loài ruồi trong họ Tachinidae.